# Мегапиране
„Мегапиране“ (енгл. Mega Piranha) је научнофантастични филм из 2010. године, који је режирао Eric Forsberg, који је уједно и писац сценарија. Филм је оцењен ознаком R због сцена насиља, обнажености и ружних речи.

## Радња
У Венецуели тим научника истражује могућност повећања тела животиња ради решавања проблема глади у свету. Као заморци им служе пиране. Међутим, експеримент је кренуо по злу и пиране расту до невероватне величине, постајући пошаст у реци, али и мору, па чак и на копну. Агент владе САД уз помоћ главне научнице покушава да их уништи...

## Критике
Овај филм је добио много критика на разним сајтовима. На сајту Daily Mirror филм је процењен као јефтин, што је иначе карактеристика компаније која га је издала. Најдепресивније у филму је, по мишљењу аутора сајта, ангажовање бивше поп диве Тифани. Аутор препоручује филм публици којој се допадају филмови о џиновским животињама, попут Анаконде. На сајту Film Critics United аутор признаје да у филму има много дешавања, али се све своди на везу мишићавог главног глумца и буцмасте поп диве, који се боре против мегапирана и полуделог венецуеланског снагатора који необјашњиво успева хеликоптером да надлеће ваздушни простор САД и разноразне експлозије. Као и претходни, и овај аутор сматра да је филм једнако јефтин као и сви други које поменута компанија прави, али је толико пун френетичне енергије, а истовремено без икаквог смисла за детаље, да је просто „неодољив“. Доказ за то је да се у једној истој сцени потере колима актер вози у три различита аутомобила. И на сајту IMDb указују на бројне грешке у филму; рониоци су међусобно разговарали, мада им опрема то никако није могла да омогући, када је ратна морнарица бомбардовала воду, побила је мегапиране, али не и патке, крв пилота у хеликоптеру која је остала на прозору мистериозно нестаје при следећем кадру, локације су погрешне, па је тако приказан корални гребен у реци Амазон, налет урагана најављује влада, а не службе задужене за то, резервоар који се налази под водом најпре је црн, па црвен и коначно жут итд. итд. Неколико критика указује да је овај филм римејк или омаж филму о пиранама који је режирао Joe Dante, па тако и аутор сајта Cinemafantastique. Аутор је направио и поређење са Годзилом, с обзиром да мегапиране крећу у напад на САД. Филм је описан као глуп, посебно када су у питању научна објашњења (пиране једу нуклеарне подморнице, руше солитере, а не могу им ништа ни атомске бомбе), недоследан и са „склепаним“ специјалним ефектима који су смешни. Аутор сајта Dr. Gore's movie reviews је филм окарактерисао као „сираст“ и то сваки његов аспект: глуму, радњу, специјалне ефекте... По његовом мишљењу ово је филм направљен да се заборави, са само две сцене које вреди поменути и обе укључују борбу војника са пиранама. Међутим, на сајту Flickfeast критичар је дао филму оцену пет од десет, признавши да ће тако навући бес читалаца који ће се питати да ли је уопште „моралан чин наградити филм таквом оценом“. Иако признаје да је филм глуп, ипак га сматра забавним.